# Свирин, Иван Ермолаевич
Иван Ермолаевич Свирин (1913 — 2007) — советский военный деятель, генерал-майор. Младший брат генерал-майора А. Е. Свирина.

## Биография
Родился в русской многодетной семье крестьян, отец Ермолай Антонович Свирин. До 1930 жил, учился и работал в родном селе. В 1930 поступил, и в 1933 окончил Московскую артиллерийскую школу имени Л. Б. Красина. В 1941 окончил 2 курса Военной академии имени М. В. Фрунзе, учёбу прервало начало Великой Отечественной войны. Воевал артиллеристом на Юго-Западном, Брянском, Калининском, Степном, 2-м Украинском фронтах и во 2-й армии Войска польского. Был тяжело ранен в районе Кировограда, и с января по июль 1944 находился в госпитале на лечении. В марте 1946 возвратился из Войска польского и затем 10 лет служил на Дальнем Востоке. Два года был в заграничной командировке, а в 1968 году в Кишинёве был уволен в запас по возрасту. Все 38 лет военной службы провёл в артиллерии, затем в объединённом роде войск — ракетных войсках и артиллерии.

### Звания
- полковник;
- генерал-майор.

### Награды
- орден Ленина;
- три ордена Красного Знамени;
- три ордена Отечественной войны I степени;
- два ордена Красной Звезды;
- два ордена ПНР;
- медали.

## Семья
В семье было 11 детей. Его старший брат, Андрей Ермолаевич Свирин (1899 — 1977), также стал генералом. Младший брат, Василий Ермолаевич Свирин (1921 — ?), лейтенант, поступил в Смоленское пулемётное училище в 1939 и проходил службу в 151-м стрелковом полку 8-й стрелковой дивизии.